# Грамматчиков, Владимир Александрович
Владимир Александрович Грамматчиков (1823, Екатеринбург, Пермская губерния — 30 марта 1906, Ключи, Андреевский район) — горный инженер, городской голова Екатеринбурга в 1872—1876 годах.

## Биография
Родился в 1823 году в семье горного чиновника. Представители династии Грамматчиковых были хорошо известны на Урале, где на протяжении XVIII—XIX вв. занимали немало ответственных горно-заводских постов.
По семейной традиции окончил Петербургский горный институт и в 1849 году получил звание горного инженера.
После чего был направлен на Урал для прохождения практики на казенных заводах и служил на различных должностях. В 1850-х гг. назначен помощником управителя оружейного отделения Екатеринбургской механической фабрики, а 1 сентября 1854 года по совместительству стал преподавателем металлургии в Уральском горном училище.
Несколько позднее стал управителем Баранчинского металлургического завода. 3 декабря 1865 г. Он был назначен горным начальником всего Гороблагодатского горного округа. Грамматчиков с успехом использовал новое «Городовое положение» (документ, регламентирующий деятельность городских дум), которое расширяло полномочия думы. Много сделал В. А. Грамматчиков для улучшения медицинского обслуживания городского населения, организовал проведение однодневной переписи городского населения, состоявшейся 26 марта 1873 г. и предоставившей богатый статистический материал. Так же Владимир Грамматчиков предложил повысить материальную заинтересованность служащих за счет предоставления наиболее толковым права на получение части прибыли предприятия. В тогдашних условиях это было крайне смелое и в чём-то даже революционное решение, ведь горные специалисты на казенных металлургических заводах получали фиксированные оклады и в этом смысле их должности могли рассматривать как синекуру. Поддержки это предложение не нашло. Владимир Грамматчиков назначен исполняющим обязанности главного начальника Уральских горных заводов.
В 1870 году вышла в свет его книга: «Горное законодательство и горная администрация Англии, Бельгии, Франции, Австрии, Пруссии».
В 1873 году по предложению Грамматчикова в городе было открыто новое учебное заведение — Алексеевское реальное училище, а в 1875 году организована сеть городских начальных училищ.
В конце 1876 года вновь был избран гласным Екатеринбургской думы, но вскоре получил предложение стать управляющим Холуницкого горного округа, заводы которого находились на притоке Вятки — реке Черная Холуница, в ста с лишним верстах к северо-западу от города Глазов в Вятской губернии. В связи с этим он покинул Екатеринбург, немного позднее вышел из состава думских гласных.
В 1882—1894 годах возглавлял Нижне-Тагильский горный округ. Местные заводовладельцы решили отказаться от содержания учебных заведений, однако Владимир Александрович нашел способ сохранения училищ. Разногласия с заводовладельцами не прошли просто так. В 1894 г. Грамматчиков покинул Нижний Тагил и переселился в собственное имение Ключи, находившееся близ Санкт-Петербурга, в котором он в 1906 году и скончался.

## Награды
За свои достижения был неоднократно награждён:
- 1865 — орден Святой Анны III степени;
- 1867 — орден Святого Станислава II степени.